# 한국정보통신공사협회
한국정보통신공사협회(韓國情報通信工事協會, Korea Information & Communication Contractors Association)는 정보통신공사업의 건전한 발전과 회원의 권익증진을 위하여 관련법령 및 제도의 개선, 수급영역 확대, 신기술 및 신공법의 전파, 표준품셈 및 시중노임의 현실화, 정보통신기술자 및 감리원의 경력관리, 각종 정보통신공사업 신고업무와 공사업에 관한 경영정보제공, 정보통신공사 및 전기공사 현장의 재해예방 기술지도 등 제반업무의 처리를 위하여 1971년 설립된 대한민국 과학기술정보통신부 산하 비영리 법정법인이다. 서울특별시 용산구 한강대로 308(갈월동) 에 위치하고 있다.

## 설립 근거
- 정보통신공사업법 제41조[1]

## 연혁
- 1971년 12월 3일 "한국전신전화공사협회" 창립(전신전화설비공사업법에 의한 특수법인)

```
※ 1963년 3월 25일 설립된 사단법인 "한국전신전화공사협회"의 권리·의무 승계
- 1998년 1월 1일 "한국정보통신공사협회"로 명칭변경(정보통신공사업법 제41조)
```

- 1978년 11월 6일 "통신기술훈련원" 설치(고용노동부 인가)

```
- 2002년 8월 16일 "학교법인 정보통신기능대학" 설립허가(교육인적자원부)
- 2002년 12월 10일 "한국정보통신기능대학" 설립인가(교육인적자원부)
- 2003년 3월 3일 "한국정보통신기능대학" 개교
```

- 1995년 5월 15일 "안전기술원" 설치(고용노동부 지정)
- 1998년 2월 23일 정보통신기술자 경력관리 업무 수행(정부위탁업무)

```
- 2001년 7월 3일 정보통신감리원자격증 발급업무 수행(정부위탁업무)
```

- 1998년 3월 20일 정보통신부문 표준품셈관리단체로 지정(정보통신부)

```
- 2013년 3월 20일 "(재)한국정보통신산업연구원"으로 이관
```

- 2009년 3월 24일 정보통신공사실적공사비적산제도 전담기관으로 지정(방송통신위원회)

```
- 2011년 5월 26일 "(재)한국정보통신산업연구원"으로 이관
```

- 2011년 3월 28일 "한국정보통신기능대학" 설립인가(교육인적자원부)
- 2014년 12월 10일 "ICT폴리텍대학" 교명 변경
- 2016년 2월 19일 정보통신기술인력양성 및 인정교육기관 재지정(미래창조과학부)
- 2019년 9월 20일 통신재난 교육기관 지정(과학기술정보통신부)

## 조직
- 감사
  - 감사실

### 총회

#### 중앙회장
- 이사회

##### 부회장
- 정책본부
  - 산업정책처
  - 산업안전처
  - 원가제도처
  - 대외협력실
- 경영본부
  - 기획조정처
  - 홍보처
  - 운영지원처
- 회원사본부
  - 회원사지원처
  - 경력관리처
  - 정보관리처

### 지역회
- 서울시회
- 경기도회
- 부산·울산·경남도회
- 대구·경북도회
- 대전·세종·충남도회
- 광주·전남도회
- 인천광역시회
- 강원특발자치도회
- 전북특별자치도회
- 충북도회
- 제주특별자치도회

## 같이 보기
- 한국정보통신공사협회 안전기술원
- 한국정보통신산업연구원
- 과학기술정보통신부
- ICT폴리텍대학
- 정보통신공제조합